# 周禎
周 禎（しゅう てい、生没年不詳）は、元末明初の官僚。字は文典。本貫は建康府江寧県。

## 生涯
元末に湖広に流寓した。朱元璋が武昌を平定すると、周禎は江西行省僉事に任用され、大理寺卿に転じた。1367年、周禎は李善長・劉基・陶安・滕毅らとともに律令を定めるよう命じられた。大理寺少卿の劉惟謙や大理寺丞の周湞とともに律令を完成させた。
1368年（洪武元年）、周禎は刑部尚書となった。ほどなく治書侍御史に転じた。1369年（洪武2年）、広東参政として出向した。このころ広東の省治は開かれたばかりで、正官の多くは欠員となっており、官吏に褒賞や懲戒を行う例が少なかった。香山県丞の沖敬が統治に功績があり、過労のため在官のまま死去した。周禎は弔文を作って沖敬を祭った。また周禎は州県の良吏である雷州府知府の余騏孫・恵州府知府の万迪・乳源知県の張安仁・清流知県の李鐸・掲陽県丞の許徳・廉州府知府の脱因・帰善知県の木寅らの功績を奏聞した。これにより広東の属吏たちは職務に精励するようになった。1370年（洪武3年）9月、周禎は南京に召還されて御史中丞となった。ほどなく病のため致仕した。